# Чемпіонат світу з пляжного футболу 2011
Чемпіонат світу з пляжного футболу 2011 — шоста світова першість із пляжного футболу під егідою ФІФА, шістнадцята загалом.
Всі матчі пройшли на стадіоні Stadio del Mare в передмісті міста Равенна, Маріна ді Равенна, на березі Адріатичного моря. За звання найкращої команди світу змагалися 16 найсильніших збірних від усіх шести континентальних конфедерацій ФІФА. В попередньому чемпіонаті, що пройшов 2009 року в ОАЕ, тринадцятий титул здобули бразильці. В фіналі 2011 року їм протистояла збірна Росії, яка й перемогла в турнірі, вперше здобувши «золото» на світовій першості (досі найвищим досягненням росіян був вихід до чвертьфіналу в 2008 і 2009). Ще одну несподіванку вболівальникам і фахівцям подарувала збірна Сальвадору, що вперше піднялась на четверту сходинку турніру.
Серед учасників була також українська збірна, що здобула звання чемпіонів Європи у 2010, однак пройти далі групового етапу українці не змогли.

## Відбірковий етап
Фінальній частині чемпіонату передували кваліфікаційні змагання, що проводилися в шести зональних конфедераціях. 

### Європа
В європейській зоні змагання проходили на другому за відвідуваністю пляжі Італії Бібіоне в Сан-Мікеле-аль-Тальяменто. Відбіркове змагання, що має також статус чемпіонату Європи, було багатим на несподіванки. На чемпіонат світу з першого місця кваліфікувалася збірна України. Наступні три путівки отримали Португалія, Росія та Швейцарія. Вперше з 1997 року фінальна частина чемпіонату світу 2011 проходила без іспанців, також не подолали відбірковий етап чемпіони світу 2005 збірна Франції.

### Азія
Азійський кваліфікаційний турнір відбувся в столиці Оману, місті Маскат за участі десяти команд. Збірна-господарів пройшла до фіналу, де поступилася японцям, але здобула право виступу на світовій першості. Японська збірна вдруге стала чемпіоном Азії. Останню путівку і «бронзу» турніру розігрували збірні ОАЕ та Ірану, іранці впевнено здобули перемогу 6:2.

### Південна Америка
Три призера чемпіонату Південної Америки отримували право участі в світовій першості. Матчі проходили в Ріо-де-Жанейро, на пляжі Копакабана. У фіналі зійшлися збірні Бразилії та Аргентини, господарі турніру виявились сильнішими. Третє місце посіла команда з Венесуели, що здолала колумбійців. Вперше за всю історію чемпіонатів світу (з 1995) збірна Уругваю втратила право участі грати в фінальній частині. Таким чином, бразильці залишилися єдиними футболістами, без кого не обійшовся жоден чемпіонат світу.

### Північна Америка
КОНКАКАФ мала лише дві путівки на світову першість і їх розігрували серед восьми команд у Мексиці на тихоокеанському курорті Пуерто-Вальярта ісп. Puerto Vallarta. До півфіналу відбіркового турніру пройшли команди Мексики та США, Сальвадору та Коста-Рики, що зіграли між собою. Обидва півфінальні матчі закінчилися серіями пенальті, в яких здобули перемоги господарі турніру та збірна Сальвадору. Мексиканці виграли в фіналі чемпіонату КОНКАКАФ, футболісти США посіли третє місце, однак це не допомогло їм учетверте поспіль потрапити на чемпіонат світу.

### Африка
У першості КАФ дісталися фіналу (з дев'яти команд) збірні Сенегалу та Нігерії. В фіналі сильнішими виявилися сенегальці, однак обидві команди отримали запрошення в Равенну.

### Океанія
У відбірковому турнірі ОФК мали взяти участь чотири команди, проте збірна Вануату була змушена пропустити його через потужний циклон, що не дав змогу вилетіти на Таїті. Господарі турніру не були фаворитами, проте здолали в вирішальному матчі команду Соломонових Островів і вперше здобули право участі в фінальній частині чемпіонату світу.

### Господарі турніру
Італійська збірна вибула з розіграшу чемпіонату Європи ще до фінальної стадії. Проте отримала право участі в фінальній частині чемпіонату світу як команда-господар, ставши, таким чином, п'ятою представницею Європи.
Всі країни-учасниці фінальної частини чемпіонату:
| Європейська зона (УЄФА) - Україна - Португалія - Російська Федерація - Швейцарія Азійська зона (АФК) - Японська держава - Султанат Оман - Ісламська Республіка Іран Південноамериканська зона (КОНМЕБОЛ) - Бразилія - Аргентина - Венесуела | Північно- та Центрально-Американська, Карибська зона (КОНКАКАФ) - Мексика - Сальвадор African zone (КАФ) - Сенегал - Нігерія Зона Океанії (ОФК) - Таїті, Французька Полінезія Країна-господар Чемпіонату - Італія |  |

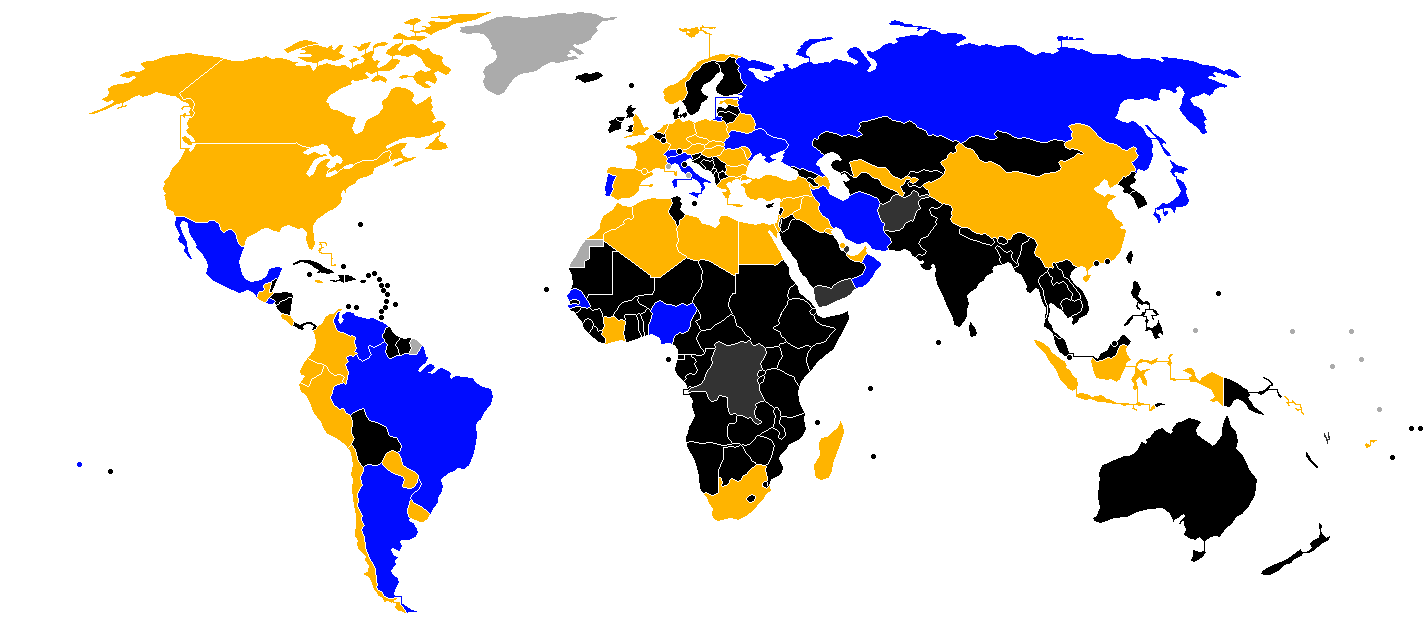
Участь країн у розіграші Чемпіонату світу з пляжного футболу 2011:
Брали участь у фінальній частині розіграшу
Брали участь у кваліфікаційних турнірах, але не потрапили до фінальної частини
Заявились на відбірковий етап, але припинили участь із технічними поразками
Не брали участі у Чемпіонаті
Не є асоційованими членами ФІФА

## Груповий етап
Згідно з регламентом турніру за перемогу в основний час команді нараховується три очка, за перемогу в додатковий час або за пенальті — 2 очка, нічийний результат матчу виключений, а за поразку очки не нараховуються. Пенальті пробиваються гравцями по черзі до першого промаху.
Для визначення переваги між командами, що набрали однакову кількість очок застосовуються додаткові критерії: перемога в очних поєдинках, різниця забитих і пропущених голів тощо.
| Умовні позначення                                                   |
| ------------------------------------------------------------------- |
| Команди з першої та другої позицій у групі проходять у Чвертьфінали |

Початок матчів даний за київським часом.

### Група A
| Команда          | Ігор | Пер | П+ | Пор | +  | -  | +/- | Очок |
| ---------------- | ---- | --- | -- | --- | -- | -- | --- | ---- |
| Збірна Італії    | 3    | 1   | 2  | 0   | 13 | 12 | +1  | 7    |
| Збірна Сенегалу  | 3    | 1   | 1  | 1   | 17 | 15 | +2  | 5    |
| Збірна Швейцарії | 3    | 1   | 0  | 2   | 16 | 15 | +1  | 3    |
| Збірна Ірану     | 3    | 0   | 0  | 3   | 13 | 17 | −4  | 0    |

| 1 вересня 2011 18:00 |

| Збірна Швейцарії                                                          | Матч 2 8 – 8 (дч) (1:4, 3:4, 4:0, 0:0) | Збірна Сенегалу                                                |
| ------------------------------------------------------------------------- | -------------------------------------- | -------------------------------------------------------------- |
| Станкович 7', 20', 22' М. Джаґі 18', 33' Силла 25' (аг), 28' (аг) Леу 33' | Звіт (англ.)                           | 3', 4', 22' Кукпакі 6' Мбає 11', 24' Силла 14' Діане 20' Бахум |

| Stadio del Mare, Маріна ді Равенна Глядачів: 4,500 Арбітр: Хуан Родріґез |

|           |       | Пенальті |  |
| Станкович | 0 – 1 | Кукпакі  |  |

| 1 вересня 2011 19:30 |

| Збірна Італії                                                       | Матч 3 6 – 6 (дч) (1:1, 2:3, 3:2, 0:0) | Збірна Ірану                                                      |
| ------------------------------------------------------------------- | -------------------------------------- | ----------------------------------------------------------------- |
| Соріа 8' (пен.), 29' Маруччі 20' Ґорі 20'} Коросініті 27' Палма 29' | Звіт (англ.)                           | 6' (пен.) Хассані 13' Надері 16', 28' Абдолахі 22', 36' Булокбаші |

| Stadio del Mare, Маріна ді Равенна Глядачів: 5,000 Арбітр: Хав'єр Бентанкор |

|                                         |       | Пенальті                                           |  |
| Феуді · Соріа · Палма · Ґорі · Палмаччі | 5 – 4 | Мохтарі · Надері · Булокбаші · Ахмадзаде · Месіґар |  |

| 3 вересня 2011 16:30 |

| Збірна Ірану                               | Матч 9 4 – 6 (1:5, 1:0, 2:1) | Збірна Швейцарії                                                         |
| ------------------------------------------ | ---------------------------- | ------------------------------------------------------------------------ |
| Мохтарі 9', 21' Ахмадзаде 29' Абдолахі 36' | Звіт (англ.)                 | 4' В. Джаґі 9' Спакаротелла 9' М. Джаґі 10' Родріґес 11' Ширинзі 36' Леу |

| Stadio del Mare, Маріна ді Равенна Глядачів: 3,650 Арбітр: Рубен Ейріс |

| 3 вересня 2011 19:30 |

| Збірна Сенегалу                | Матч 11 4 – 4 (дч) (0:2, 0:0, 4:2, 0:0) | Збірна Італії                  |
| ------------------------------ | --------------------------------------- | ------------------------------ |
| Мбає 27', 34' Кукпакі 36', 36' | Звіт (англ.)                            | 1' Феуді 8', 36', 36' Палмаччі |

| Stadio del Mare, Маріна ді Равенна Глядачів: 5,500 Арбітр: Єлілі Оґунмуїва |

|                       |       | Пенальті              |  |
| Кукпакі · Фолл · Мбає | 2 – 3 | Феуді · Соріа · Палма |  |

| 5 вересня 2011 16:30 |

| Збірна Ірану                          | Матч 17 3 – 5 (0:3, 2:1, 1:1) | Збірна Сенегалу                 |
| ------------------------------------- | ----------------------------- | ------------------------------- |
| Хассані 16' Месіґар 19' Булокбаші 31' | Звіт (англ.)                  | 1', 4' Мбає 9', 36' Фолл 24' Ба |

| Stadio del Mare, Маріна ді Равенна Глядачів: 3,500 Арбітр: Міґель Лопез |

| 5 вересня 2011 19:30 |

| Збірна Італії                 | Матч 17 3 – 2 (0:1, 1:0, 2:1) | Збірна Швейцарії     |
| ----------------------------- | ----------------------------- | -------------------- |
| Соріа 24' Коросініті 27', 36' | Звіт (англ.)                  | 9' Леу 36' Станкович |

| Stadio del Mare, Маріна ді Равенна Глядачів: 5,500 Арбітр: Іштван Мешарос |

### Група B
| Команда           | Ігор | Пер | П+ | Пор | +  | -  | +/- | Очок |
| ----------------- | ---- | --- | -- | --- | -- | -- | --- | ---- |
| Збірна Португалії | 3    | 3   | 0  | 0   | 24 | 5  | +19 | 9    |
| Збірна Сальвадору | 3    | 2   | 0  | 1   | 10 | 17 | −7  | 6    |
| Збірна Аргентини  | 3    | 1   | 0  | 2   | 6  | 10 | −4  | 3    |
| Збірна Оману      | 3    | 0   | 0  | 3   | 7  | 15 | −8  | 0    |

| 1 вересня 2011 16:30 |

| Збірна Аргентини                   | Матч 1 3 – 1 (0:1, 2:0, 1:0) | Збірна Оману  |
| ---------------------------------- | ---------------------------- | ------------- |
| Вівас 17' Спінеллі 21' Ларрета 27' | Звіт (англ.)                 | 1' Аль-Сінані |

| Stadio del Mare, Маріна ді Равенна Глядачів: 3,000 Арбітр: Рубен Ейріз |

| 1 вересня 2011 21:00 |

| Збірна Сальвадору     | Матч 4 2 – 11 (0:4, 1:5, 1:2) | Збірна Португалії                                                                    |
| --------------------- | ----------------------------- | ------------------------------------------------------------------------------------ |
| Руїс 17' Веласкес 28' | Звіт (англ.)                  | 1', 2', 5' Маджер 1', 32' Бельхіор 15', 27' Коїмбра 17', 17' Алан 22' Люсіо 24' Ново |

| Stadio del Mare, Маріна ді Равенна Глядачів: 2,000 Арбітр: Тасуку Онодера |

| 3 вересня 2011 18:00 |

| Збірна Португалії                     | Матч 10 5 – 0 (1:0, 3:0, 1:0) | Збірна Аргентини |
| ------------------------------------- | ----------------------------- | ---------------- |
| Маджер 4', 17', 24', 34' Бельхіор 23' | Звіт (англ.)                  |                  |

| Stadio del Mare, Маріна ді Равенна Глядачів: 4,500 Арбітр: Олександр Березкін |

| 3 вересня 2011 21:00 |

| Збірна Оману                      | Матч 12 3 – 4 (1:0, 0:1, 2:3) | Збірна Сальвадору                                      |
| --------------------------------- | ----------------------------- | ------------------------------------------------------ |
| Аль-Сінані 12', 34' Аль-Дабіт 34' | Звіт (англ.)                  | 16' Рамірес 25' Ернандес 26' (аг) Аль-Мухайні 36' Руїс |

| Stadio del Mare, Маріна ді Равенна Глядачів: 1,500 Арбітр: Саїд Хачим |

| 5 вересня 2011 18:00 |

| Збірна Португалії                                                                         | Матч 18 8 – 3 (3:0, 2:1, 3:2) | Збірна Оману                                 |
| ----------------------------------------------------------------------------------------- | ----------------------------- | -------------------------------------------- |
| Маджер 3', 33' Граца 9' Люсіо 12', 34' Аль-Араймі 18' (аг) Дуарте 22' (пен.) Бельхіор 27' | Звіт (англ.)                  | 24' Аль-Кассмі 28' Аль-Мухайні 31' Аль-Раджі |

| Stadio del Mare, Маріна ді Равенна Глядачів: 4,130 Арбітр: Хосе Кортес |

| 5 вересня 2011 21:00 |

| Збірна Сальвадору                              | Матч 20 4 – 3 (0:0, 2:2, 2:1) | Збірна Аргентини             |
| ---------------------------------------------- | ----------------------------- | ---------------------------- |
| Веласкес 19' Руїс 24' Мембреньо 32' Торрес 36' | Звіт (англ.)                  | 19' Францещіні 19', 36' Леві |

| Stadio del Mare, Маріна ді Равенна Глядачів: 1,330 Арбітр: Єлілі Оґунмуїва |

### Група C
| Команда          | Ігор | Пер | П+ | Пор | +  | -  | +/- | Очок |
| ---------------- | ---- | --- | -- | --- | -- | -- | --- | ---- |
| Збірна Росії     | 3    | 3   | 0  | 0   | 20 | 7  | +13 | 9    |
| Збірна Нігерії   | 3    | 2   | 0  | 1   | 13 | 12 | +1  | 6    |
| Збірна Таїті     | 3    | 1   | 0  | 2   | 6  | 11 | −5  | 3    |
| Збірна Венесуели | 3    | 0   | 0  | 3   | 8  | 17 | −9  | 0    |

| 2 вересня 2011 16:30 |

| Збірна Нігерії                               | Матч 5 4 – 8 (1:4, 2:3, 1:1) | Збірна Росії                                                                    |
| -------------------------------------------- | ---------------------------- | ------------------------------------------------------------------------------- |
| Олавале 5' Тале 24' Наджаре 24' Океммірі 25' | Звіт (англ.)                 | 3', 19' Єрємєєв 5' Горчинський 7', 12' Шайков 23' Макаров 24' Лєонов 36' Шкарін |

| Stadio del Mare, Маріна ді Равенна Глядачів: 1,000 Арбітр: Хосе Кортес |

| 2 вересня 2011 21:00 |

| Збірна Таїті                                      | Матч 8 5 – 2 (1:1, 3:1, 1:0) | Збірна Венесуели     |
| ------------------------------------------------- | ---------------------------- | -------------------- |
| Завероні 7', 20' Беннетт 16' Амау 18' Лабасте 33' | Звіт (англ.)                 | 7' Кінтеро 22' Лонга |

| Stadio del Mare, Маріна ді Равенна Глядачів: 1,500 Арбітр: Іштван Мешарос |

| 4 вересня 2011 18:00 |

| Збірна Венесуели                      | Матч 14 3 – 5 (1:2, 1:1, 1:2) | Збірна Нігерії                          |
| ------------------------------------- | ----------------------------- | --------------------------------------- |
| Кінтеро 5' Нвосу 19' (аг) Камарго 27' | Звіт (англ.)                  | 9', 11' Олавале 24', 27' Тале 36' Нвосу |

| Stadio del Mare, Маріна ді Равенна Глядачів: 3,750 Арбітр: Оскар Аросемена |

| 4 вересня 2011 21:00 |

| Збірна Росії                                                    | Матч 16 5 – 0 (0:0, 1:0, 4:0) | Збірна Таїті |
| --------------------------------------------------------------- | ----------------------------- | ------------ |
| Шайков 17' Єрємєєв 28' Крашенінніков 28' Лєонов 30' Макаров 34' | Звіт (англ.)                  |              |

| Stadio del Mare, Маріна ді Равенна Глядачів: 1,000 Арбітр: Суват Вонгсуван |

| 6 вересня 2011 18:00 |

| Збірна Венесуели                      | Матч 22 3 – 7 (1:0, 1:4, 1:3) | Збірна Росії                                                     |
| ------------------------------------- | ----------------------------- | ---------------------------------------------------------------- |
| Монсалве 11' Ландаета 22' Кардоне 36' | Звіт (англ.)                  | 16', 21', 22' Шишин 17' Шкарін 28' Лєонов 31', 35' Крашенінніков |

| Stadio del Mare, Маріна ді Равенна Глядачів: 2,150 Арбітр: Ебрагім Алмансорі |

| 6 вересня 2011 21:00 |

| Збірна Таїті | Матч 24 1 – 4 (0:0, 1:3, 0:1) | Збірна Нігерії                                |
| ------------ | ----------------------------- | --------------------------------------------- |
| Завероні 16' | Звіт (англ.)                  | 14', 20' Тале 20' (пен.) Наджаре 31' Океммірі |

| Stadio del Mare, Маріна ді Равенна Глядачів: 1,740 Арбітр: Іво де Мораес |

### Група D
| Команда         | Ігор | Пер | П+ | Пор | +  | -  | +/- | Очок |
| --------------- | ---- | --- | -- | --- | -- | -- | --- | ---- |
| Збірна Бразилії | 3    | 2   | 1  | 0   | 11 | 7  | +4  | 8    |
| Збірна Мексики  | 3    | 1   | 1  | 1   | 6  | 8  | −2  | 5    |
| Збірна України  | 3    | 1   | 0  | 2   | 8  | 6  | +2  | 3    |
| Збірна Японії   | 3    | 0   | 0  | 3   | 6  | 10 | −4  | 0    |

| 2 вересня 2011 18:00 |

| Збірна Японії         | Матч 6 2 – 3 (1:0, 0:2, 1:1) | Збірна Мексики                                      |
| --------------------- | ---------------------------- | --------------------------------------------------- |
| Ямаучі 12' Сузукі 31' | Звіт (англ.)                 | 22' (пен.) А. Родріґес 24' Сервантес 30' Вільялобос |

| Stadio del Mare, Маріна ді Равенна Глядачів: 3,000 Арбітр: Томаш Вінярчик |

| 2 вересня 2011 19:30 |

| Збірна Бразилії             | Матч 7 3 – 3(дч) (1:0, 1:3, 1:0, 0:0) | Збірна України                              |
| --------------------------- | ------------------------------------- | ------------------------------------------- |
| Бенжамін 5' Сідней 16', 27' | Звіт (англ.)                          | 16' І. Борсук 17' Зборовський 24' Корнійчук |

| Stadio del Mare, Маріна ді Равенна Глядачів: 5,000 Арбітр: Оскар Аросемена |

|                |       | Пенальті              |  |
| Андре́ · Маліас | 2 – 1 | І. Борсук · Корнійчук |  |

| 4 вересня 2011 16:30 |

| Збірна України                                    | Матч 13 4 – 2 (1:0, 2:1, 1:1) | Збірна Японії      |
| ------------------------------------------------- | ----------------------------- | ------------------ |
| Пачев 1' Боженко 19' Зборовський 20' Мозговий 33' | Звіт (англ.)                  | 21' Ода 30' Комакі |

| Stadio del Mare, Маріна ді Равенна Глядачів: 2,870 Арбітр: Ебрагім Алмансорі |

| 4 вересня 2011 19:30 |

| Збірна Мексики       | Матч 15 2 – 5 (1:2, 1:3, 0:0) | Збірна Бразилії                                                |
| -------------------- | ----------------------------- | -------------------------------------------------------------- |
| Плата 3', 24' (пен.) | Звіт (англ.)                  | 5' Бенжамін 10' Бетіньо 17' (пен.) Андре́ 21' Буру 24' Жоргіньо |

| Stadio del Mare, Маріна ді Равенна Глядачів: 5,230 Арбітр: Олександр Березкін |

| 6 вересня 2011 16:30 |

| Збірна України | Матч 21 1 – 1 (дч) (1:0, 0:0, 0:1, 0:0) | Збірна Мексики |
| -------------- | --------------------------------------- | -------------- |
| Бутко 6'       | Звіт (англ.)                            | 33' Каті       |

| Stadio del Mare, Маріна ді Равенна Глядачів: 2,000 Арбітр: Томаш Вінярчик |

|                       |       | Пенальті                 |  |
| І. Борсук · Євдокімов | 0 – 1 | Вільялобос · А. Родріґес |  |

| 6 вересня 2011 19:30 |

| Збірна Бразилії             | Матч 23 3 – 2 (1:1, 0:1, 2:0) | Збірна Японії               |
| --------------------------- | ----------------------------- | --------------------------- |
| Андре́ 12', 27' Бенжамін 25' | Звіт (англ.)                  | 5' Ямаучі 19' (пен.) Комакі |

| Stadio del Mare, Маріна ді Равенна Глядачів: 4,500 Арбітр: Рубен Ейріс |

## Плей-оф
|  | Чвертьфінали                 | Чвертьфінали      |                   |                   | Півфінали         | Півфінали   |  |  | Фінал           | Фінал |
|  |                              |                   |                   |                   |                   |             |  |  |                 |       |
|  | 8 вересня 2011               |                   |                   |                   |                   |             |  |  |                 |       |
|  |                              |                   |                   |                   |                   |             |  |  |                 |       |
|  | Збірна Італії                | 5                 |                   |                   |                   |             |  |  |                 |       |
|  | Збірна Італії                | 5                 | 10 вересня 2011   |                   |                   |             |  |  |                 |       |
|  | Збірна Сальвадору (дод. час) | 6                 |                   |                   |                   |             |  |  |                 |       |
|  | Збірна Сальвадору (дод. час) | 6                 | Збірна Сальвадору | 3                 |                   |             |  |  |                 |       |
|  | 8 вересня 2011               |                   | Збірна Сальвадору | 3                 |                   |             |  |  |                 |       |
|  |                              | Збірна Росії      | 7                 |                   |                   |             |  |  |                 |       |
|  | Збірна Росії                 | Збірна Росії      | 7                 | 5                 |                   |             |  |  |                 |       |
|  | Збірна Росії                 |                   | 11 вересня 2011   | 5                 |                   |             |  |  |                 |       |
|  | Збірна Мексики               | 3                 |                   |                   |                   |             |  |  |                 |       |
|  | Збірна Мексики               | 3                 | Збірна Росії      | 12                |                   |             |  |  |                 |       |
|  | 8 вересня 2011               |                   | Збірна Росії      | 12                |                   |             |  |  |                 |       |
|  |                              | Збірна Бразилії   | 8                 |                   |                   |             |  |  |                 |       |
|  | Збірна Бразилії (дод. час)   | Збірна Бразилії   | 8                 | 10                |                   |             |  |  |                 |       |
|  | Збірна Бразилії (дод. час)   | 10 вересня 2011   |                   | 10                |                   |             |  |  |                 |       |
|  | Збірна Нігерії               | 8                 |                   |                   |                   |             |  |  |                 |       |
|  | Збірна Нігерії               | 8                 | Збірна Бразилії   | 4                 | Третє місце       | Третє місце |  |  |                 |       |
|  | 8 вересня 2011               |                   | Збірна Бразилії   | 4                 | Третє місце       | Третє місце |  |  |                 |       |
|  |                              | Збірна Португалії | 1                 |                   |                   |             |  |  |                 |       |
|  | Збірна Португалії (пен.)     | Збірна Португалії | 1                 | 4 (3)             | Збірна Сальвадору | 2           |  |  |                 |       |
|  | Збірна Португалії (пен.)     |                   |                   | 4 (3)             | Збірна Сальвадору | 2           |  |  |                 |       |
|  | Збірна Збірна Сенегалу       | 4 (2)             |                   | Збірна Португалії | 3                 |             |  |  |                 |       |
|  | Збірна Збірна Сенегалу       | 4 (2)             |                   |                   | 3                 |             |  |  |                 |       |
|  |                              |                   |                   |                   |                   |             |  |  | 11 вересня 2011 |       |
|  |                              |                   |                   |                   |                   |             |  |  |                 |       |

### Чвертьфінали
| 8 вересня 2011 16:30 |

| Збірна Росії                                                       | Матч 2 5 – 3 | Збірна Мексики                          |
| ------------------------------------------------------------------ | ------------ | --------------------------------------- |
| Лєонов 2' Шайков 14' Крашенінніков 16' Горчинський 23' Єрємєєв 27' | Звіт (англ.) | 10' A. Barbosa 30' Вільялобос 32' Плата |

| Stadio del Mare, Маріна ді Равенна Глядачів: 4,500 Арбітр: Іштван Мешарос |

| 8 вересня 2011 18:00 |

| Збірна Португалії                                 | Матч 2 4 – 4 | Збірна Збірна Сенегалу (дч)                       |
| ------------------------------------------------- | ------------ | ------------------------------------------------- |
| Маджер 5' Бельхіор 5' B. Torres 10' J. Santos 23' | Звіт (англ.) | 5' Кукпакі 13' (пен.), 13' Силла 36' (пен.) Діане |

| Stadio del Mare, Маріна ді Равенна Глядачів: 5,500 Арбітр: Тасуку Онодера |

|                               |       | Пенальті               |  |
| B. Torres · Бельхіор · Маджер | 3 – 2 | Кукпакі · Фолл · C. Ba |  |

| 8 вересня 2011 19:30 |

| Збірна Італії                               | Матч 2 5 – 6 | Збірна Сальвадору (дч)                            |
| ------------------------------------------- | ------------ | ------------------------------------------------- |
| Палмаччі 4', 18', 31' (пен.), 34' Палма 15' | Звіт (англ.) | 12', 18', 33', 38' Веласкес 22' Руїс 24' Ернандес |

| Stadio del Mare, Маріна ді Равенна Глядачів: 5,500 Арбітр: Хосе Кортес |

| 8 вересня 2011 21:00 |

| Збірна Бразилії                                                                          | Матч 2 10 – 8 | Збірна Нігерії (дч)                                                     |
| ---------------------------------------------------------------------------------------- | ------------- | ----------------------------------------------------------------------- |
| Андре́ 10', 11', 12', 30', 37' Anderson 16' Буру 24' Жоргіньо 33' Бенжамін 34' Маліас 37' | Звіт (англ.)  | 10' Наджаре 13', 16', 18', 36' B. Ibenegbu 15', 35' J. Okwuosa 36' Тале |

| Stadio del Mare, Маріна ді Равенна Глядачів: 4,320 Арбітр: Олександр Березкін |

### Півфінали
| 10 вересня 2011 18:00 |

| Збірна Сальвадору         | Матч 2 3 – 7 | Збірна Росії                                                              |
| ------------------------- | ------------ | ------------------------------------------------------------------------- |
| Руїс 7' Веласкес 17', 20' | Звіт (англ.) | 5' Шишин 5' Лєонов 9', 19' Шайков 10' Макаров 22' Єрємєєв 35' Горчинський |

| Stadio del Mare, Маріна ді Равенна Глядачів: 5,200 Арбітр: Єлілі Оґунмуїва |

| 10 вересня 2011 19:30 |

| Збірна Бразилії                        | Матч 2 4 – 1 | Збірна Португалії |
| -------------------------------------- | ------------ | ----------------- |
| Бетіньо 14' Сідней 16', 29' Маліас 33' | Звіт (англ.) | 5' Alan           |

| Stadio del Mare, Маріна ді Равенна Глядачів: 5,500 Арбітр: Рубен Ейріз |

### Гра за третє місце
| 11 вересня 2011 18:00 |

| Збірна Сальвадору           | Матч 2 2 – 3 | Збірна Португалії                  |
| --------------------------- | ------------ | ---------------------------------- |
| W. Alvarado 2' Веласкес 19' | Звіт (англ.) | 6', 25' Маджер 15' (пен.) Бельхіор |

| Stadio del Mare, Маріна ді Равенна Глядачів: 5,500 Арбітр: Саїд Хачим |

### Фінал
| 11 вересня 2011 19:30 |

| Збірна Росії                                                                                        | Матч 32 12 – 8 | Збірна Бразилії                                                 |
| --------------------------------------------------------------------------------------------------- | -------------- | --------------------------------------------------------------- |
| Шайков 2', 6' Лєонов 8', 25' Єрємєєв 13', 19' Макаров 15', 20' Бетіньо 21' (аг) Шишин 21', 31', 32' | Звіт (англ.)   | 8' (пен.), 11', 30', 33', 34', 35' Андре́ 17' Бетіньо 22' Сідней |

| Stadio del Mare, Маріна ді Равенна Глядачів: 5,500 Арбітр: Хосе Кортес |

| Переможець чемпіонату світу з пляжного футболу 2011 року |
| -------------------------------------------------------- |
| Росія                                                    |
| Росія Перший титул                                       |

## Остаточні позиції команд
| Місце | Збірна            |
| ----- | ----------------- |
| 1     | Збірна Росії      |
| 2     | Збірна Бразилії   |
| 3     | Збірна Португалії |
| 4     | Збірна Сальвадору |
| 5     | Збірна Італії     |
| 6     | Збірна Нігерії    |
| 7     | Збірна Сенегалу   |
| 8     | Збірна Мексики    |
| 9     | Збірна України    |
| 10    | Збірна Швейцарії  |
| 11    | Збірна Аргентини  |
| 12    | Збірна Таїті      |
| 13    | Збірна Ірану      |
| 14    | Збірна Японії     |
| 15    | Збірна Оману      |
| 16    | Збірна Венесуели  |